# چهارنوازی زهی شماره ۱۵ (شوستاکوویچ)

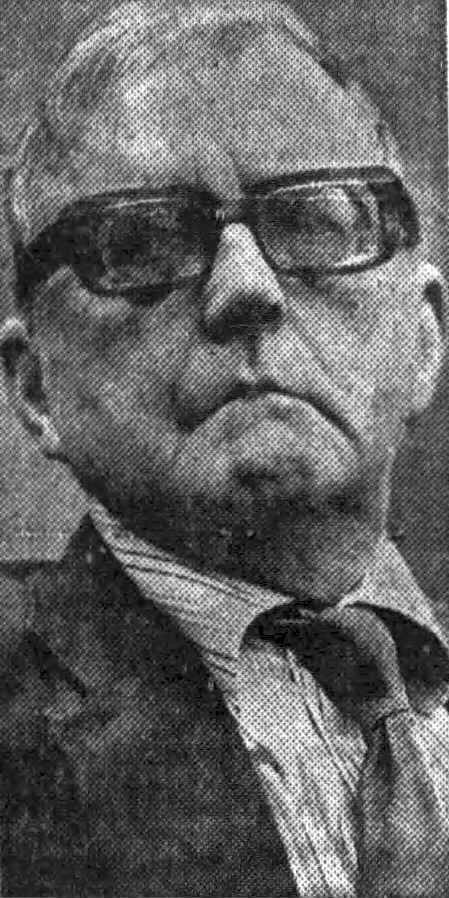
پرتره آهنگساز اهل شوروی دمیتری شوستاکوویچ (۱۹۰۶-۱۹۷۵)

کوارتت زهی شماره ۱۵ (به انگلیسی: String Quartet No. 15) در می بمل مینور، اُپوس ۱۴۴، آخرین کوارتت زهی دمیتری شوستاکوویچ است که تصنیفِ آن در ۱۷ مهٔ ۱۹۷۴ تمام شد و در ۱۴ نوامبر همان سال توسط «گروه چهارنوازی تانِیِفِ لنینگراد» در سن پترزبورگ اجرا شد (یکی از تنها دو کوارتتِ شوستاکوویچ که توسط «گروه چهارنوازی بتهوون» اجرا نشده‌است).
مانند اغلب کارهای متأخرِ شوستاکوویچ، این اثر هم حاصل تأملی درونی بر فانی بودن است.